# Aurelia labiata

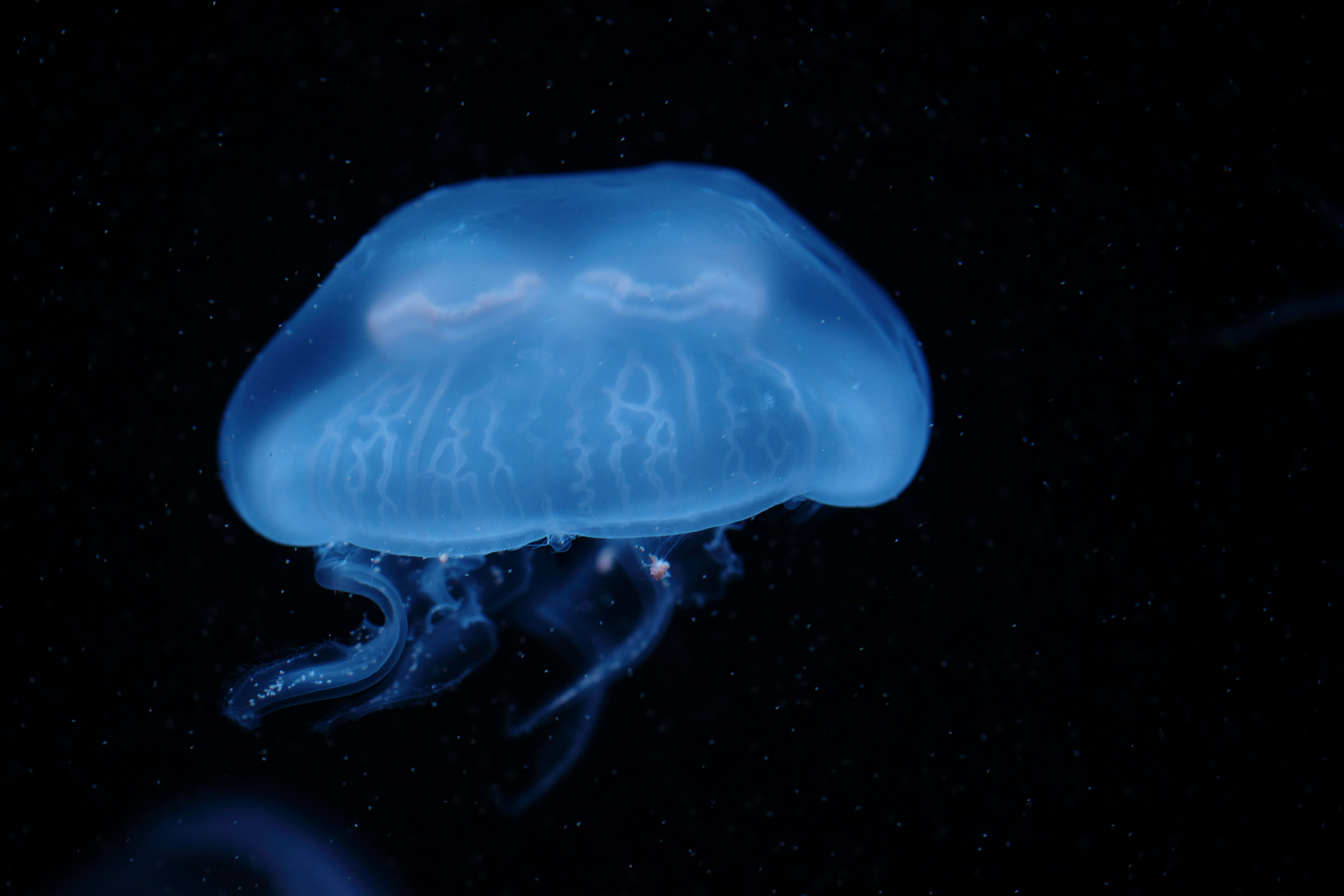
Aurelia labiata in Tiergarten Schönbrunn

Aurelia labiata is een schijfkwal uit de familie Ulmaridae. De kwal komt uit het geslacht Aurelia. Aurelia labiata werd in 1821 voor het eerst wetenschappelijk beschreven door Chamisso & Eysenhardt. 